# Park Narodowy Gregory
Park Narodowy Gregory - (Gregory National Park) – park narodowy utworzony w roku 1990, położony 200 km od miasta Katherine, na obszarze Terytorium Północnego w Australii. Nazwa parku pochodzi od nazwiska angielskiego podróżnika Augustusa Gregory. 
Charakterystycznym miejscem dla parku, są liczne malowidła naskalne i baobaby australijskie.